# Porto di Livorno
Il porto di Livorno, situato secondo alcune convenzioni sul Mar Ligure o, secondo altre, sul Tirreno, è il principale porto della Toscana ed uno dei più importanti porti italiani e dell'intero Mar Mediterraneo, sia per il traffico passeggeri che, soprattutto, per quello merci (che si attesta a quasi 37 milioni di tonnellate per l'anno 2018).

## Storia

### Dalle origini al XV secolo
Lo scalo livornese in origine era posto ai margini di Porto Pisano, il complesso sistema portuale che si estendeva tra l'allora villaggio labronico e Pisa. Con il lento decadimento della Repubblica pisana e la sempre più scarsa manutenzione per le sue strutture portuali, la piccola insenatura posta presso Livorno assunse maggiore rilevanza.
Il primo importante potenziamento dello scalo labronico si ebbe nei primi anni del XV secolo, quando i Genovesi, divenuti padroni del castello di Livorno, realizzarono, in aggiunta all'esistente approdo (Pamiglione), una piccola darsena interna, nota come Porticciolo dei Genovesi; un canale navigabile collegava la darsena, posta all'altezza dell'attuale piazza Grande, con il mare, in corrispondenza del nucleo originario della futura Fortezza Vecchia.
Nel 1421 Livorno passò sotto il dominio della Repubblica di Firenze e, pochi anni dopo, il porto fu dotato di un'imponente torre (la Torre del Marzocco), nel luogo in cui si trovavano numerosi torri di epoca pisana, come il Magnale e la Maltarchiata.

### Dal XVI al XIX secolo
Tuttavia un ampliamento delle strutture portuali si registra solo a partire dal Cinquecento, sotto la spinta del granduca Ferdinando I de' Medici, che decretò la realizzazione dell'attuale Darsena Vecchia; i lavori, secondo le cronache, furono terminati in soli cinque giorni poiché vi lavorarono ininterrottamente ben cinquemila uomini.
Lo sviluppo portuale procedette di pari passo alla pianificazione urbanistica della città, il cui impianto originario fu ideato da Bernardo Buontalenti.

#### Porto Mediceo

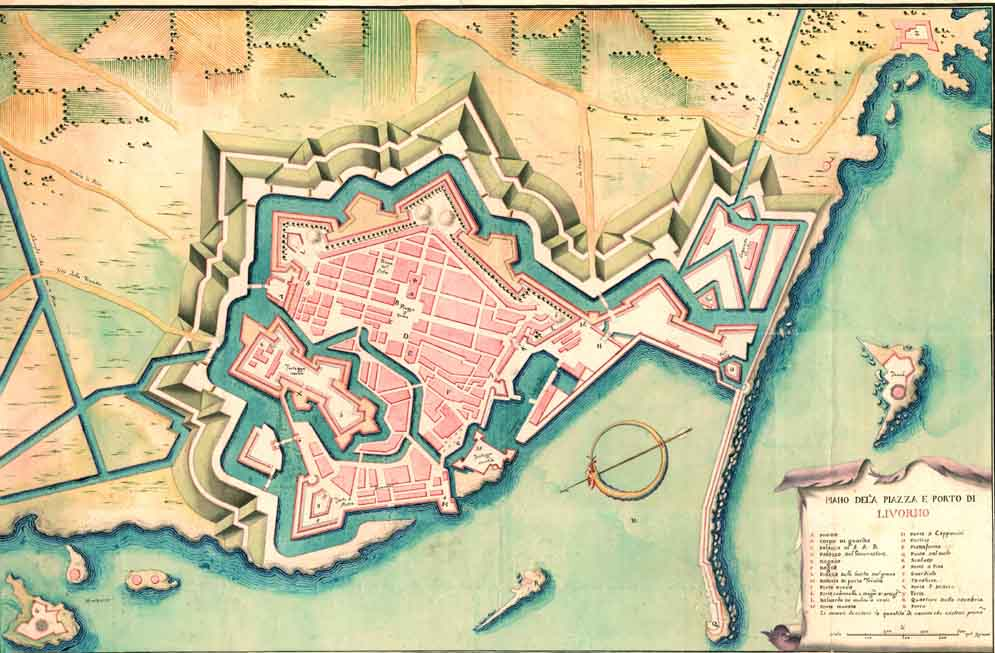
Una mappa XVII secolo mostra il Porto Mediceo

Sotto Cosimo II, all'inizio del Seicento, il porto fu dotato di un vasto bacino aperto verso nord, ai cui lavori presero parte Claudio Cogorano, Antonio Cantagallina e Robert Dudley.
Lo scalo fu costruito con la fondazione in mare di due grandi moli (il Braccio Ferdinando, attuale Andana degli Anelli, e il Braccio Cosimo che si spingeva in mare verso il Fanale). A questi, a completamento e difesa dalle ingiurie del mare e dei nemici, fu aggiunto un terzo braccio che si dirige verso nord-nord/ovest e termina con la fortezza del Granatiere o del Molo. Era unito al Braccio Cosimo dal ponte della Sassaia (1613).
Il nuovo specchio d'acqua portuale, seppure non molto profondo e soggetto ad insabbiamento, poteva contenere fino a 140 bastimenti. Quelli ad alto pescaggio dovevano ancorarsi in rada presso la torre della Vegliaia.
L'intero scalo fu circondato da possenti bastioni, direttamente collegati alle fortificazioni della città poste lungo il Fosso Reale; invece, più a sud si trovava il Lazzaretto di San Rocco.
Anche i traffici portuali risentirono positivamente dell'entrata in funzione del cosiddetto Molo di Cosimo: una serie di normative regolavano nei dettagli tutte le operazioni portuali, dall'ormeggio delle navi allo scarico e carico delle merci.
Fondamentale per il suo sviluppo fu il bando granducale del 16 marzo 1565, che serviva a regolare il funzionamento della dogana marittima.
Le imbarcazioni erano tenute a disporsi per file (o "andane") lungo il molo, in un ordine stabilito dalla specifica tipologia delle navi; il carico delle merci avveniva per mezzo di imbarcazioni più piccole, i navicelli, i cui carichi erano severamente controllati dalle autorità al fine dell'esazione dei diritti di stallaggio. Veniva considerata giurisdizione del porto tutta l'area marina che da sotto Montenero arrivava alla Meloria ed a nord fino alla foce dell'Arno e del Serchio.
Inoltre, proprio in questo periodo, lo scienziato pisano Galileo Galilei giunse nel porto di Livorno per effettuare alcuni esperimenti sul cannocchiale.
Fu dichiarato più volte porto neutrale. Nel 1691 fu firmato un trattato con Francia, Paesi Bassi e Gran Bretagna, tra loro belligeranti, che impegnava ai contendenti di assicurare la neutralità del porto, evitando scontri nelle acque territoriali..
Il regolamento di neutralità fu nuovamente sancito con un provvedimento del granduca dell'agosto 1718 e ribadito nel 1778, con disposizioni anche sulla navigazione ed il commercio in tempo di guerra: "Non potrà usarsi atto veruno di ostilità fra le Nazioni guerreggianti nel Porto, e Spiaggia di Livorno dentro il circondario formato così a Levante come a Ponente dal Littorale, e dalla Torre, scogliera e linea della Meloria; e ne' Mari adjacenti agli altri Porti, Scali, Torri, e Spiagge del Gran Ducato non potrà usarsi atto veruno di ostilità nella distanza, che potrebbe circoscriversi da un tiro di cannone, e in conseguenza nello spazio suddetto sarà proibita qualunque depredazione, inseguimento, chiamata a ubbidienza, visita e generalmente qualsivoglia Nazione goder quivi di una piena sicurezza in forza della protezione che loro accordiamo nelle acque adjacenti al nostro Granducato"''.
L'assetto portuale rimase sostanzialmente immutato sino alla metà del XIX secolo (ad eccezione della costruzione di una piccola diga di età napoleonica nella porzione settentrionale dello specchio di mare), quando furono avviati i lavori di espansione verso nord; la crescita urbanistica della città, l'apertura della Ferrovia Leopolda tra Livorno e Firenze ed il sorgere delle prime attività industriali, favorirono il concretizzarsi di importanti progetti.
Nel 1858 fu inaugurato lo scalo merci di Porto Vecchio e, nel medesimo periodo, l'ingegnere francese Vittorio Poirel, che già aveva lavorato al porto di Algeri, realizzò la Diga Curvilinea, conosciuta come "Molo Novo", nelle acque antistanti l'antico Porto Mediceo; altri lavori furono portati a termine negli anni che precedettero la fine del Granducato di Toscana e l'annessione al Regno d'Italia.
Tuttavia, la crisi dovuta all'abolizione del porto franco e la realizzazione della linea linea Pisa - Roma via Collesalvetti, che escludeva di fatto Livorno dalla direttrice principale delle comunicazioni ferroviarie tra nord e sud, causarono una flessione dei traffici portuali. L'economia cittadina fu caratterizzata da una riconversione industriale, con l'apertura del Cantiere navale Orlando e di altre attività ad esso connesse; la presenza del cantiere portò al riassetto dell'area del Lazzaretto di San Rocco, dove venne ampliata la darsena antistante (la Darsena Nuova).
Frattanto, nel 1881 furono approvati i finanziamenti per la nuova Diga della Vegliaia e per il completamento del bacino di carenaggio; inoltre, poco dopo furono finanziati altri lavori, ma la cifra si rivelò sufficiente solo per allargare una banchina del Porto Mediceo (l'Andana degli Anelli), che fu completata tra il 1894 ed il 1895.

### Dal XX secolo ai giorni odierni

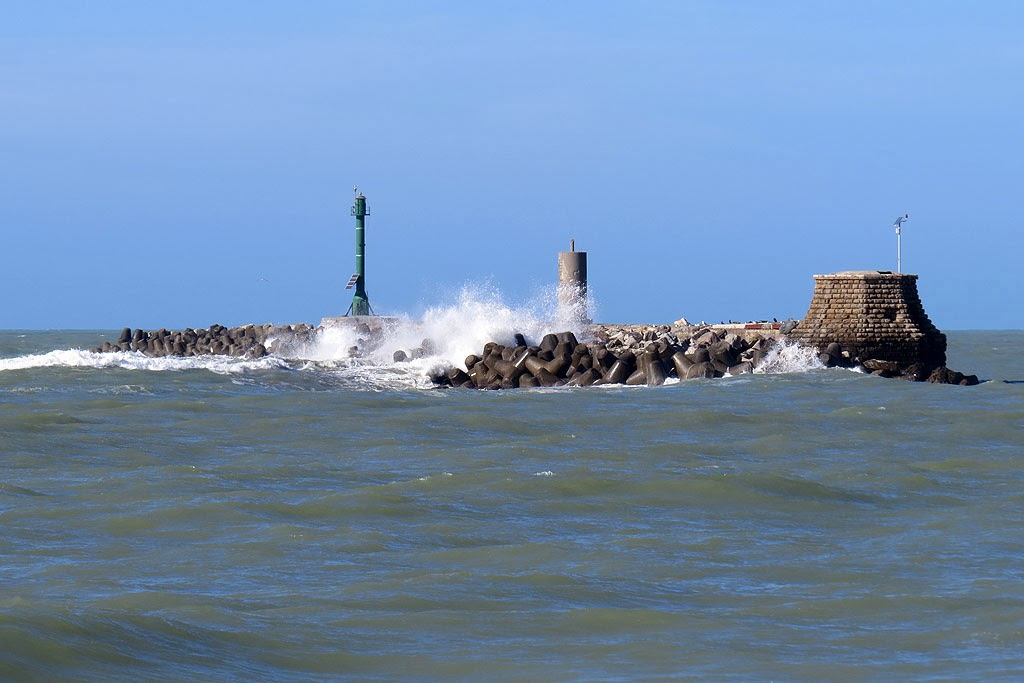
La Diga della Vegliaia

Ciò nonostante, un documento del 1906 rilevava le difficili condizioni nelle quali versava il porto di Livorno, ovvero: l'impossibilità di utilizzare come scalo lo specchio d'acqua delimitato dalla Diga Curvilinea, la riduzione del bacino interno al Porto Mediceo per l'allargamento dell'Andana degli Anelli, la scarsità dei fondali, le difficoltà legate all'ingresso in porto a causa delle ridotte dimensioni della Diga della Vegliaia e la non trascurabile mancanza di mezzi meccanici per il movimento delle merci.
Per sbloccare la situazione furono stanziati alcuni fondi e al contempo vennero analizzati diversi progetti per il potenziamento del porto labronico: il dibattito interno alle istituzioni portò all'approvazione del progetto redatto dall'ingegner Cozza, che interessava le aree a nord dell'abitato.
I lavori furono avviati il 3 luglio del 1910, lo stesso giorno nel quale fu inaugurata la stazione ferroviaria sulla nuova linea ferrovia Tirrenica.

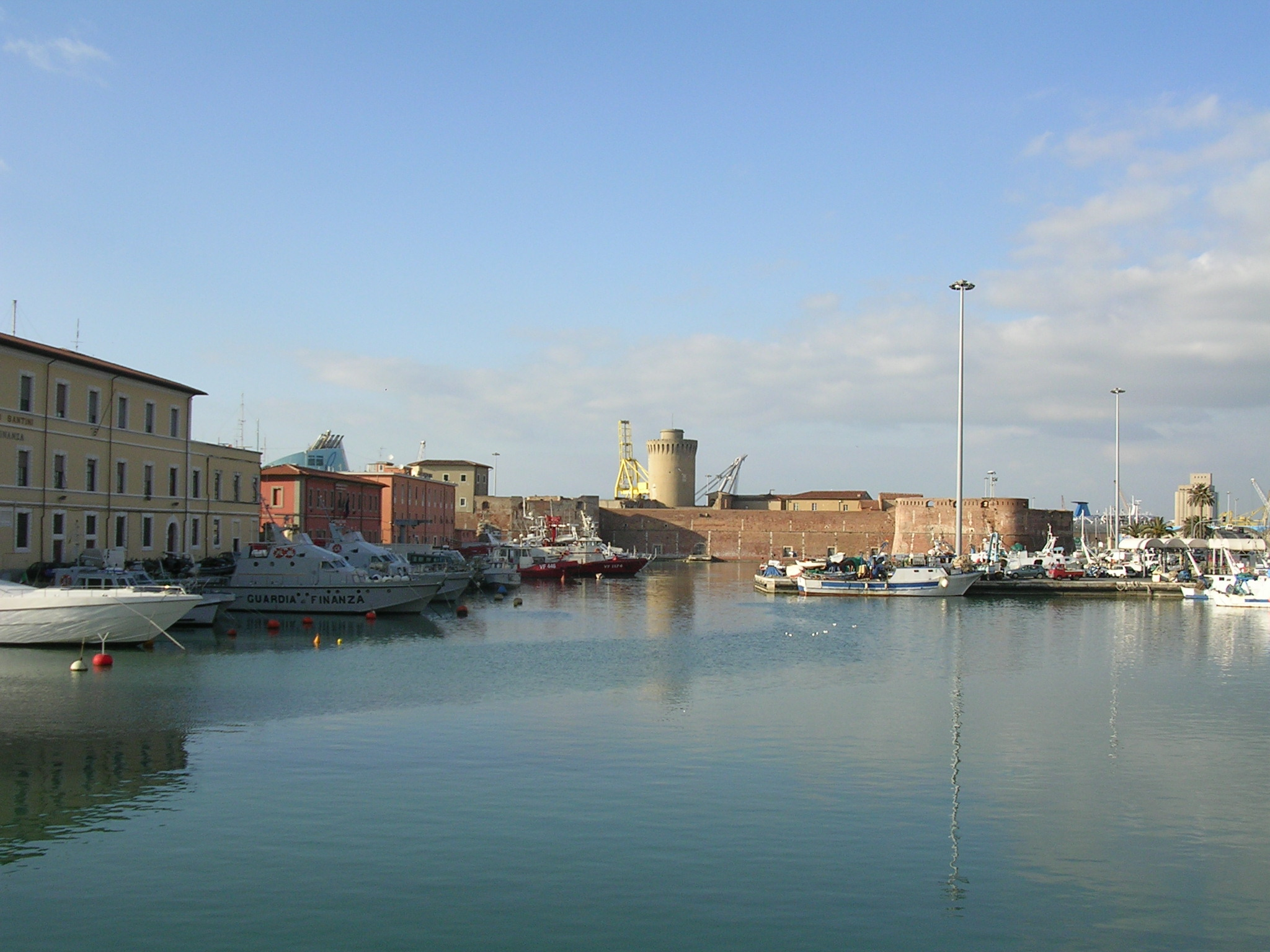
La Darsena Vecchia

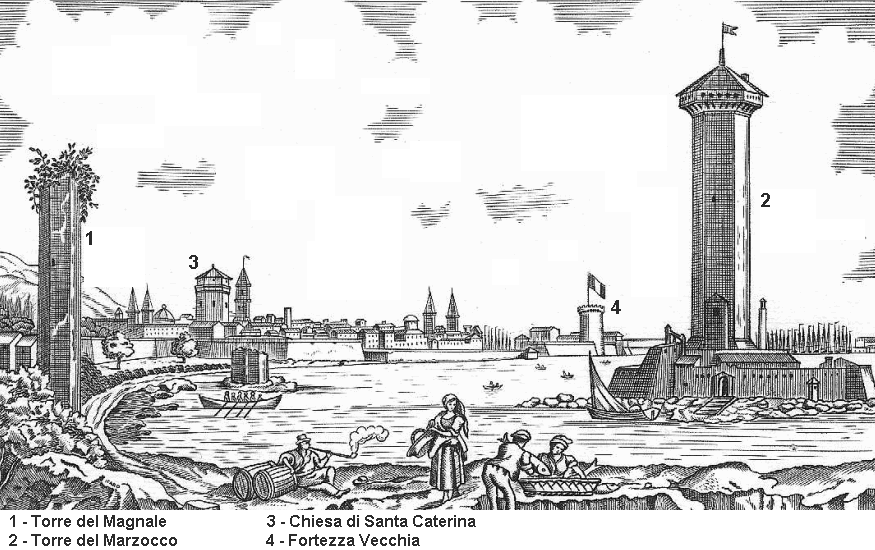
L'area del Marzocco prima della costruzione del porto industriale

Pochi anni dopo, nel 1919, fu avanzata una nuova proposta dall'ingegner Coen Cagli che ipotizzava la costruzione di un bacino interno posto a ridosso della crescente area industriale e della linea ferroviaria Livorno - Pisa, nei pressi del Canale dei Navicelli.
A differenza del progetto Cozza, che disegnava una serie di moli allineati lungo la costa, l'ipotesi di un porto interno favoriva i collegamenti con le attività industriali della zona, non aveva bisogno dell'ampliamento delle dighe verso nord ed inoltre non pregiudicava l'eventuale sviluppo lungo la costa del precedente piano.
Il progetto Coen Cagli fu approvato nel 1923 e fu portato a termine nei successivi anni trenta, periodo nel quale entrò in funzione anche il silo granario (1924).
L'ampliamento del porto favorì, anche grazie ad alcuni incentivi promossi da una legge nazionale, lo sviluppo industriale della città, che interessò ben presto tutto il territorio compreso tra la Stazione di Livorno San Marco ed il confine comunale, spingendosi fino a lambire l'abitato di Stagno, nel comune di Collesalvetti, nei pressi del quale fu costruita una vasta raffineria.
Con lo scoppio della seconda guerra mondiale, il porto di Livorno fu oggetto di pesanti bombardamenti aerei, che distrussero la maggior parte delle strutture e danneggiarono diversi manufatti storici, come la Torre del Magnale e la Fortezza Vecchia; non secondaria fu poi l'opera dei guastatori tedeschi in ritirata, che causarono la perdita del monumentale Fanale. Gli eventi bellici travolsero anche l'elegante Palazzo della Sanità (prima metà del XIX secolo), eretto su disegno di Giovanni Pacini, di fianco alla suddetta Fortezza Vecchia, per il controllo delle operazioni sanitarie; caratterizzato da un elegante porticato lungo il mare, era stato ampliato nel 1863 ed in seguito era divenuto sede dell'ufficio del capitano del porto.
Per la ricostruzione e la ripresa dei traffici furono stanziati alcuni finanziamenti che permisero di far fronte alle prime emergenze: i lavori cominciarono nel 1946, ma non senza difficoltà, tanto che, due anni dopo, la mancanza di un'adeguata illuminazione rendeva ancora molto complesse le manovre di attracco durante la notte.
Negli anni sessanta, dopo un periodo di crescita, lo scalo labronico risentì negativamente dell'insufficienza dei fondali, che solo in due punti raggiungevano i 12 metri.
Fu quindi redatto un nuovo piano regolatore ad opera dell'ingegner Vian, che fu presentato solo nel 1965, quando del precedente progetto di Coen Cagli erano stati realizzati solo il canale d'accesso, la Darsena numero 1 ed il Canale industriale; il piano proposto da Vian prevedeva la costruzione di nuove banchine e l'escavo dei fondali fino a 15 metri.
Il progetto tuttavia subì numerose critiche a causa dei costi elevati di realizzazione (circa 65 miliardi di Lire) e non fu attuato.

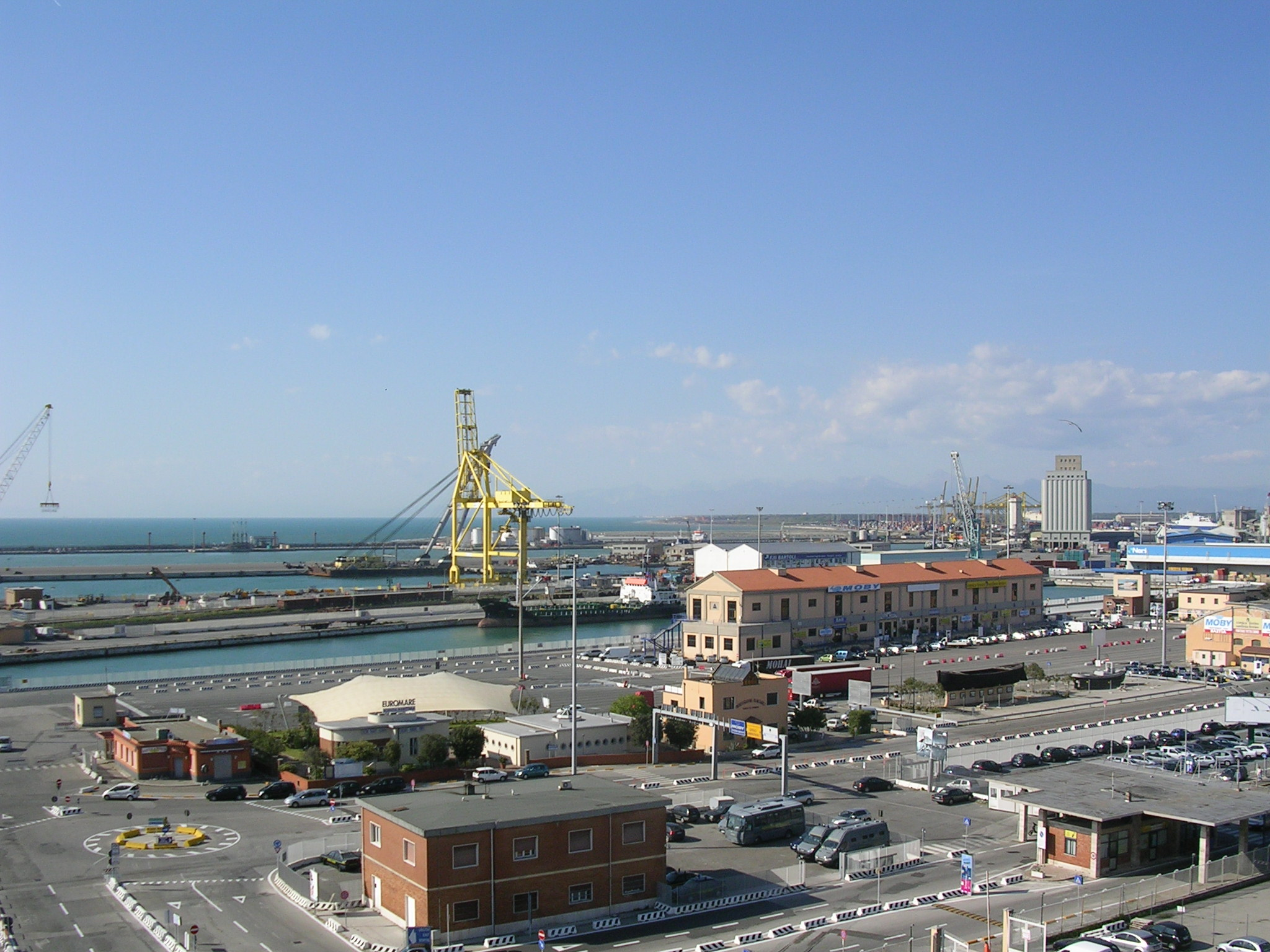
Veduta del porto industriale e mercantile

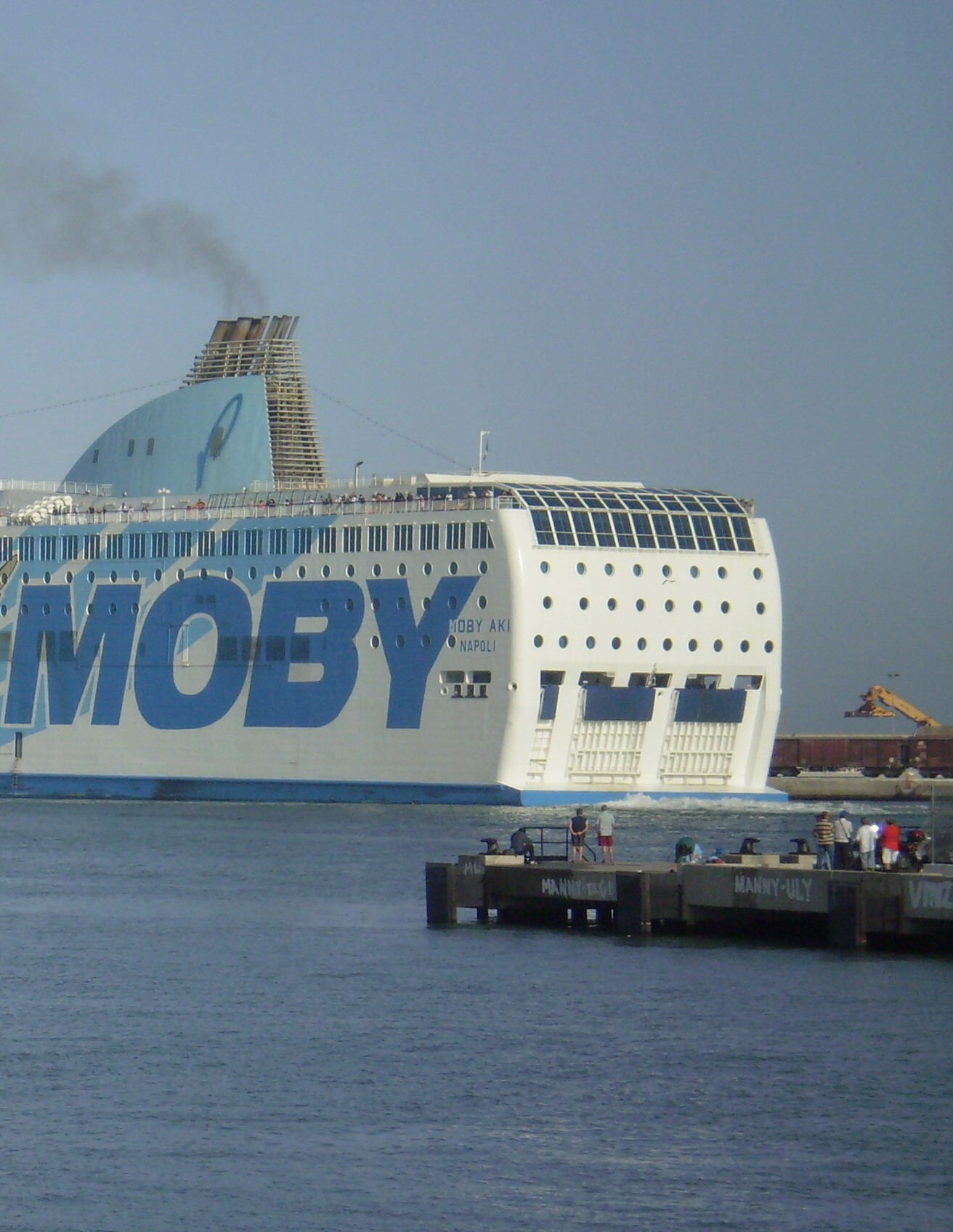
Moby Aki nel Porto Mediceo

Ciò nonostante, nel decennio successivo, fu redatto il progetto esecutivo della Darsena Toscana, un vasto bacino compreso tra il Canale Scolmatore e la bocca d'accesso al porto; i lavori della darsena, che coincisero con l'affermazione del trasporto delle merci su container, portarono alla formazione di ampie banchine con fondali di 12 metri.
Parallelamente, nel 1975, entrò in funzione il nuovo bacino di carenaggio, la cui realizzazione era stata prevista sin dal 1962; la struttura, lunga 350 metri e larga 56, fu aperta nei pressi del ricostruito Fanale ed in breve divenne un punto di riferimento per le riparazioni navali a livello nazionale.
La sera del 10 aprile 1991, a poche miglia di distanza dal porto, si verificò la tragedia del Moby Prince, una delle più gravi sciagure della storia italiana, della quale rimangono tuttora ignote le cause.
All'inizio del nuovo millennio si registra l'esecuzione del Molo Italia (inaugurato il 27 settembre 2008), riposto tra la Diga del Marzocco e l'Alto fondale; attualmente sono allo studio la trasformazione del Porto Mediceo in un grande approdo turistico e la costruzione della vasta piattaforma Europa per far fronte al crescente traffico di contenitori. In particolare, l'esecuzione della nuova piattaforma consentirà di ottenere altri 3.000 metri di banchine con fondali di 18 metri e ben 2.000.000 di metri quadrati di piazzali. Nel territorio alle spalle del porto, a Guasticce, è ormai operativo l'Interporto toscano "Amerigo Vespucci", direttamente collegato alla rete viaria e ferroviaria; nei pressi di Vicarello invece è entrato in funzione l'autoparco "Il Faldo", dove vengono stoccate le autovetture scaricate nel porto.

## Situazione attuale

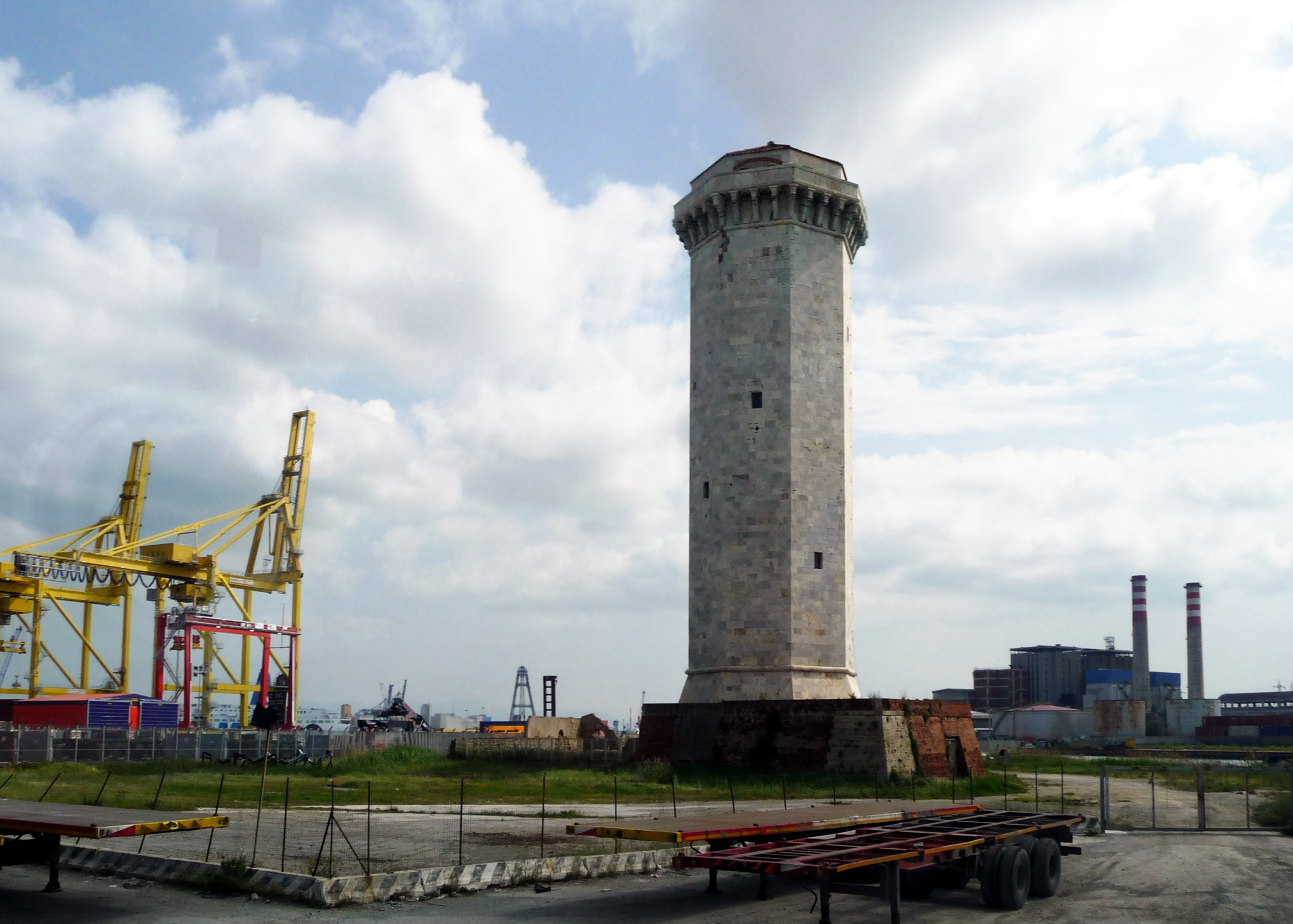
Il Marzocco all'interno dell'area portuale

Dopo qualche anno di crisi, il porto di Livorno è attualmente uno dei più importanti del Mar Mediterraneo: può movimentare qualsiasi tipo di merce, da quella liquida a quella solida in rinfusa, alle automobili, ai prodotti congelati, alla frutta, agli impianti destinati alle imprese industriali, ma soprattutto movimenta migliaia di container in arrivo ed in partenza per tutto il mondo, grazie all'entrata in funzione del terminal Darsena Toscana.
Inoltre le navi gasiere a doppio scafo, che generalmente provengono dal Nord Africa, scaricano gas liquido in caverne artificiali situate a 100 metri sotto il livello del mare. Questo tipo di stoccaggio è l'unico in Italia ed è il secondo in Europa dopo quello di Lavéra (Marsiglia).
Non trascurabile è il traffico passeggeri: al consueto movimento dei traghetti per le isole si somma la presenza di un costante traffico di navi da crociera, con circa 510 scali l'anno e più di 700.000 croceristi in transito; ad esempio, il transatlantico Queen Mary 2 ha fatto di Livorno una rotta abituale, mentre il 7 giugno 2008 vi ha attraccato, per la prima volta in un porto italiano, la Independence of the Seas, gemella della Freedom of the Seas, con oltre 4.000 passeggeri a bordo.
Nel 1995, per la prima volta in Italia, si è insediata a Livorno l'Autorità portuale che ha il difficile compito di risolvere ove possibile e assieme ad altri operatori portuali, varie problematiche relative alle esigenze sia di organizzazione e programmazione lavori, sia a quelle riguardanti le strutture tecnologiche e di sicurezza.
L'opera di rilancio del porto è stata possibile grazie ai finanziamenti dello Stato che hanno permesso di realizzare circa 2 km di banchine e 400.000 metri quadrati di piazzali.
Nell'anno 2006, secondo i dati della stessa Autorità portuale, sono transitate da Livorno oltre 28 milioni di tonnellate di merci e circa 650.000 contenitori; in totale le navi attraccate al porto sono state oltre 7.500. I croceristi hanno superato le 600.000 presenze, mentre i passeggeri dei traghetti sono stati oltre 2.300.000.
Al 2007 le merci sono passate a 32 milioni di tonnellate, con un incremento del 15% rispetto all'anno precedente; i contenitori hanno oltrepassato le 700.000 unità (+ 13,4%), mentre il traffico croceristico è passato ad oltre 710.000 presenze. In leggero calo invece il flusso dei traghetti, con circa 2.282.000 passeggeri (- 1,1 %). Il traffico delle auto nuove dal porto di Livorno si è attestato ad oltre 550.000 unità.
Al 2009 le merci complessive sono state pari ad oltre 26 milioni di tonnellate, in flessione rispetto all'anno precedente di circa 7 milioni di tonnellate; rispetto al 2008 in crescita il traffico passeggeri dei traghetti, mentre in lieve flessione sono stati i passeggeri delle navi da crociera.
Per l'anno 2011 si è registrato un aumento del traffico dei contenitori e dei passeggeri delle navi da crociera. In calo il numero dei passeggeri dei traghetti; diminuisce anche il movimento complessivo delle merci a causa soprattutto del notevole calo delle rinfuse liquide.
In ogni caso, i crocieristi in transito sono stati 982.928; dati che al 2011 collocano Livorno al quarto posto nella classifica dei porti italiani per numero di crocieristi e all'ottavo nella classifica dei porti del Mediterraneo.
Il 25 marzo 2015 si è concluso l'iter per l'approvazione del piano regolatore portuale, che sostituisce quello approvato nel 1953 e da allora più volte aggiornato mediante varianti.
Il 19 dicembre 2016, alla presenza del ministro Graziano Delrio, viene inaugurata la stazione ferroviaria di Livorno Darsena per il collegamento diretto tra il terminal Darsena Toscana e la linea Tirrenica settentrionale.
Al 2023 il 60% delle merci movimentate in Italia transita fra al porto di Livorno e quello di Genova.
A seguito della riforma promossa nel 2016 dal governo Renzi in materia di "riorganizzazione, razionalizzazione e semplificazione della disciplina concernente le Autorità portuali" e la conseguente creazione delle Autorità di Sistema Portuale, il Porto di Livorno viene compreso all'interno dell'autorità di sistema portuale del Mar Tirreno Settentrionale, insieme ai porti di Piombino, Portoferraio, Rio Marina, Cavo e Capraia Isola. 

## Caratteristiche

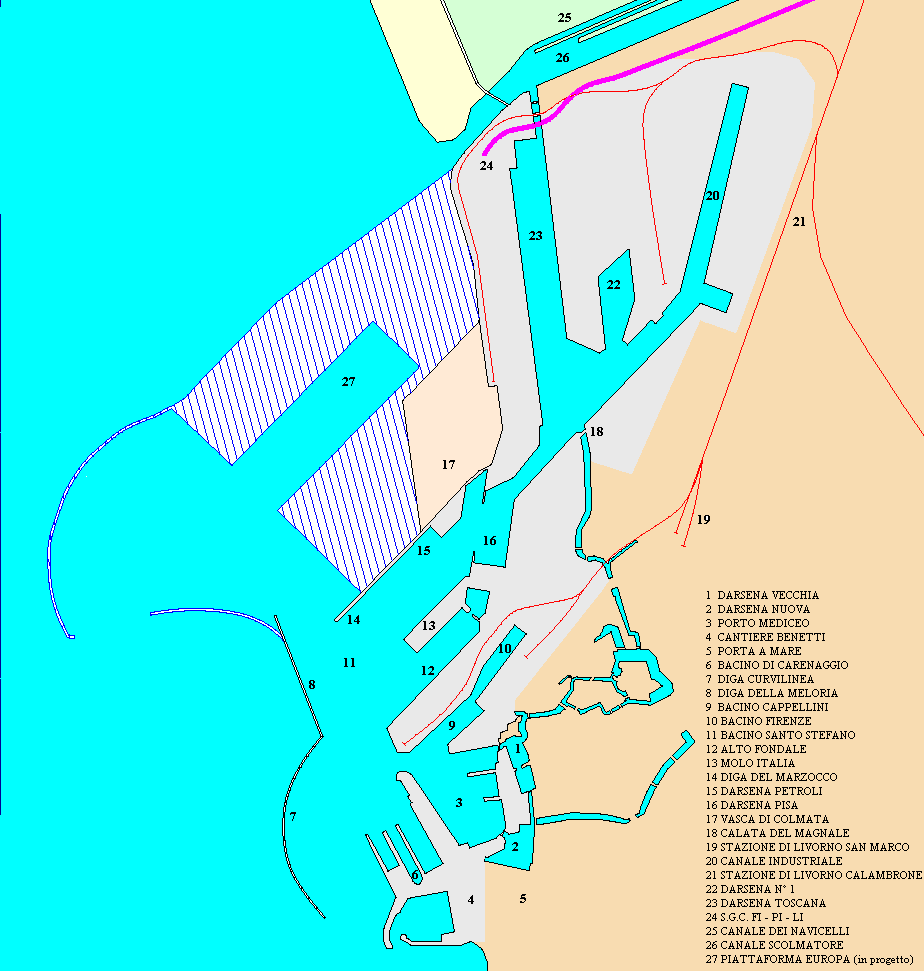
Pianta indicativa del porto (anno 2008)

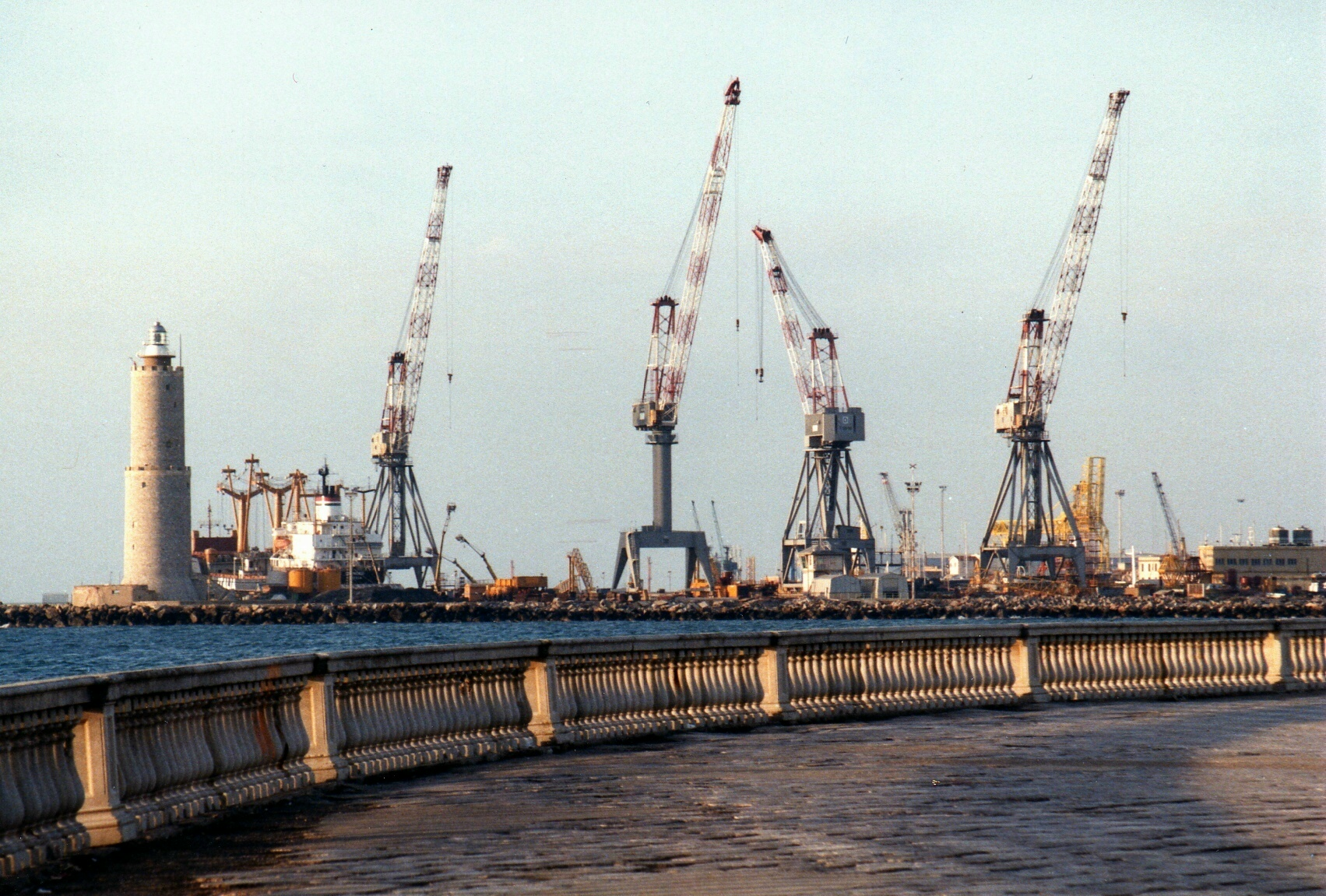
Gru del bacino di carenaggio

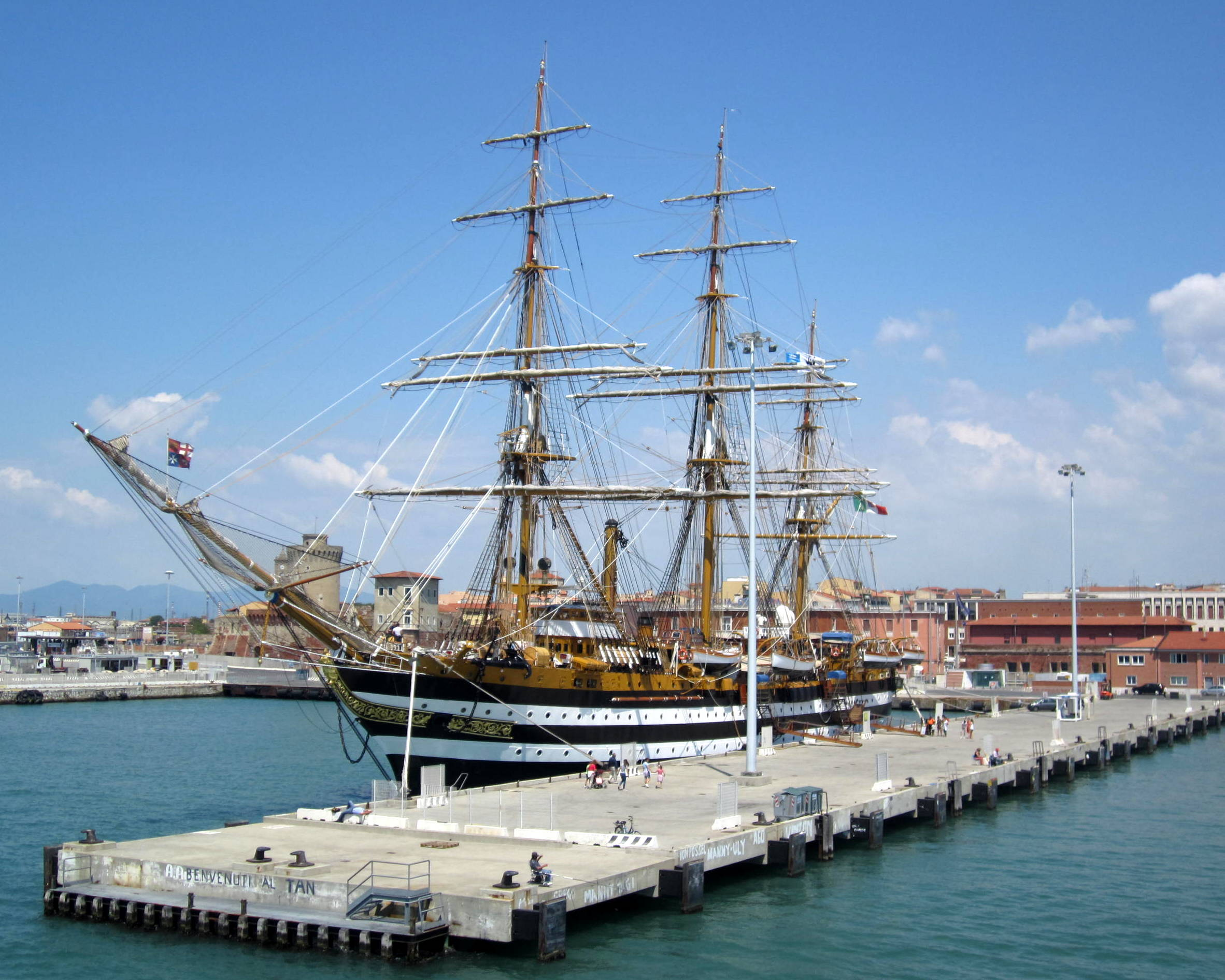
Il veliero Amerigo Vespucci nel porto labronico nel luglio 2013

In totale, nel porto di Livorno vi sono 11 km lineari tra banchine e pontili con 100 punti d'attracco; la profondità va, potenzialmente, dai 25 piedi del Bacino Firenze ai 40 piedi della Banchina d'alto fondale. La sola Darsena Toscana conta di circa 1.700 metri di accosti sulla sponda ovest e 750 metri su quella est.
Vi sono inoltre tre bacini di carenaggio, due dei quali sono in cemento ed uno è galleggiante.
Le aree portuali si estendono per circa 800.000 metri quadrati entro i varchi doganali, ma se si considerano anche quelle confinanti, che sono comunque adibite ad ospitare grandi depositi, magazzini e piazzali per l'attività portuale, l'estensione arriva a 2.500.000 metri quadrati.
Lo specchio di mare del porto di Livorno ha una dimensione di circa 1.600.000 metri quadrati e le grandi opere architettoniche che ne segnano il perimetro sono costituite, oltre la Darsena Toscana a nord, da tre dighe foranee: la Diga della Vegliaia, la Diga curvilinea che prosegue con la Diga rettilinea (o della Meloria) a ovest e la Diga del Marzocco a nord ovest.
Sono presenti oltre 60 km di linee ferroviarie collegate direttamente alla linea Livorno - Pisa. Il porto è collegato inoltre ai principali nodi stradali della regione, mediante dei raccordi con la Superstrada Firenze - Pisa - Livorno, l'Autostrada A12 e la Variante Aurelia.
Ai pescatori è stata riservata la Darsena Vecchia, la parte più antica del porto voluto dai Medici; un'area, questa, adiacente alla maestosa fortezza medicea che per prima ha assistito alla nascita e all'espansione del porto di Livorno.
I pescherecci o, come li chiama la gente di mare, le paranze, sono colorati e festosi e al loro rientro dal pescato, richiamano sempre una folla di curiosi che spesso aiutano i marinai nelle operazioni di ormeggio.

## Destinazioni
Le destinazioni dei traghetti passeggeri sono:
- Isola di Gorgona tramite Toscana Minicrociere
- Isola di Capraia tramite Toremar e Toscana Minicrociere
- Olbia tramite Moby Lines, Grimaldi Lines
- Golfo Aranci tramite Corsica Ferries - Sardinia Ferries
- Palermo tramite Grimaldi Lines
- Bastia tramite Corsica Ferries Sardinia Ferries e Moby Lines
- Isola Rossa tramite Corsica Ferries Sardinia Ferries.

Le compagnie di crociere che vi transitano sono:
- Carnival Cruise Lines
- Celebrity Cruises
- Costa Crociere
- Crystal Cruises
- Ibero Cruceros
- MSC Crociere
- Norwegian Cruise Line
- Princess Cruises
- Regent Seven Seas Cruises
- Royal Caribbean International
- Windstar Cruises
- Viking Cruises
- Thomson Cruises
- TUI Cruises

## Club Nautici
- Lega Navale Italiana Sezione di Livorno
- Yacht Club Livorno
- Circolo Nautico Livorno